# Чен, Роберто
Роберто Леандро Чен Родригес (исп. Roberto Leandro Chen Rodríguez; 24 мая 1994, о. Колон, Панама) — панамский футболист, центральный защитник клуба «Арабе Унидо» и сборной Панамы.

## Клубная карьера
Чен выпускник футбольной школы панамского клуба «Сан-Франсиско». В 2011 году он был включён в заявку команды на участие в чемпионате Панамы. 21 июля 2012 года в матче против «Рио Абахо» Роберто дебютировал за «Сан-Франсиско». 31 января 2013 года во встрече против «Пласа Амадор» Чен забил свой первый гол за клуб.
Летом 2013 года Роберто перешёл в испанскую «Малагу». Сумма трансфера составила 400 тыс. евро. 17 августа в матче против «Валенсии» Чен дебютировал в Ли Лиге.
В начале 2014 года для получения игровой практики Роберто на правах аренды перешёл в бельгийский «Зюлте-Варегем». 25 января в поединке против «Ауд-Хеверле Лёвен» он дебютировал в Жюпиле Лиге. Летом 2015 года Чен на правах аренды перешёл в «Реал Баломпедика Линенсе». 18 октября в матче против «Мурсии» он дебютировал в Сегунде. В начале 2016 года Роберто вернулся в «Сан-Франсиско». Летом того же года Чен перешёл в колумбийский «Рионегро Агилас». 7 августа в матче против «Атлетико Букараманга» он дебютировал в Кубке Мустанга.
В 2017 году Роберто вернулся на родину, подписав контракт с «Арабе Унидо». 9 февраля в матче против «Атлетико Насьональ» он дебютировал за новую команду. 18 февраля в поединке против «Тауро» Чен забил свой первый гол за «Арабе Унидо». В начале 2018 года Чен был отдан в аренду в коста-риканский «Алахуэленсе». 11 января в матче против «Лимона» он дебютировал в чемпионате Коста-Рики.

## Международная карьера
В 2011 году в составе молодёжной сборной Панамы Чен принял участие в молодёжном чемпионате КОНКАКАФ в Гватемале. На турнире он сыграл в матчах против команд Мексики, Суринама, Гондураса, США и Гватемалы. В том же году Сисильо принял участие в молодёжном чемпионате мира в Колумбии. На турнире он сыграл в поединках против Австрии, Египта и Бразилии. В том же году Роберто выступал за юношескую сборную Панамы на юношеском чемпионате мира в Мексике. На турнире он сыграл в матчах против команд Буркина-Фасо, Эквадора, Германии и Мексики.
3 сентября 2011 года в товарищеском матче против сборной Парагвая Чен дебютировал за сборную Панамы.
В 2013 году в составе Роберто во второй раз принял участие в молодёжном чемпионате КОНКАКАФ. На турнире он сыграл в матче против команды Сальвадора, Пуэрто-Рико и Ямайки. В поединках против пуэрториканцев Чен забил гол.
В 2013 году Роберто попал в заявку национальной команды на участие в Золотом кубке КОНКАКАФ. На турнире он был основным футболистом и принял участие во всех шести матчах, включая финал против сборной США. Чен завоевал серебряную медаль соревнований. 10 сентября в матче отборочного турнира Чемпионата мира 2014 против сборной Гондураса Роберто забил свой первый гол за сборную.
В 2017 году Чен во второй раз принял участие в Золотом кубке КОНКАКАФ. На турнире он сыграл в матчах против команд США, Мартиники и Коста-Рики.

### Голы за сборную Панамы
| #   | Дата             | Место                                           | Противник | Счёт | Результат | Соревнование                       |
| --- | ---------------- | ----------------------------------------------- | --------- | ---- | --------- | ---------------------------------- |
| 01. | 10 сентября 2013 | Тибурсио Кардиас Андино, Тегусигальпа, Гондурас | Гондурас  | 2:2  | 2:2       | Чемпионат мира 2014 (квалификация) |

## Достижения
Международные
 Панама
- Золотой кубок КОНКАКАФ — 2013